# صندوق الإسكان والخدمات الاجتماعية للعاملين بقطاع البترول (مصر)
صندوق الإسكان والخدمات الاجتماعية للعاملين بقطاع البترول المصري، هو صندوق اجتماعي أنشأ بغرض مساعدة العاملين بقطاع البترول المصري في الحصول على قروض إسكان ميسرة وبدون فائدة، يمتلك الصندوق الهيئة المصرية العامة للبترول، وتستثمر أموال الصندوق بالعديد من شركات القطاع.

## استثمارات الصندوق بقطاع البترول
- خدمات البترول البحرية : 5%
- بوتاجاسكو : 30%
- تاون جاس : 10%
- بتروتريد : 25%
- صيانكو : 20%
- بتروجيت : 1%
- ثروة للبترول : 5%
- إبسكو : 40%
- المركز الطبي للعاملين بقطاع البترول